# Oxynotus caribbaeus
Oxynotus caribbaeus är en hajart som beskrevs av Fernando Cervigón 1961. Oxynotus caribbaeus ingår i släktet Oxynotus och familjen trekantshajar. IUCN kategoriserar arten globalt som otillräckligt studerad. Inga underarter finns listade i Catalogue of Life.